# Camponotus inflatus
Camponotus inflatus é uma espécie de inseto do gênero Camponotus, pertencente à família Formicidae.